# Richie Ginther
Paul Richard "Richie" Ginther (Hollywood, 1930. augusztus 5. – Bordeaux, 1989. szeptember 20.) amerikai autóversenyző, volt Formula–1-es pilóta.

## Pályafutása
Az 1960-as években az amerikai Formula–1-es pilóták közül Dan Gurney és Phil Hill mellett csak Richienek sikerült futamot nyernie. Az 1950-es évek végén Porschéval versenyezve lett ismert. 1960-ban szerződést kapott a Ferraritól, s a gyár egyik sportautójával versenyzett Európában. Abban az évben csak három nagydíjon indult, de mindháromszor pontot szerzett, az olasz nagydíjon második lett. 1961-ben újabb második hely következett, de ezúttal a monacói nagydíjon. 1962-ben a BRM-hez szerződött, azonban jelentős sikereket egy évvel később 1963-ban ért el a csapattal, ahol öt dobogós helyet szerzett, mely az összetett 3. helyet jelentette neki, amely pályafutása legjobb vb-helyezése lett. Végül 1965-ben megtört a jég, immár a Honda pilótájaként maga mögé utasította az egész mezőnyt. 1967-ben abbahagyta az autóversenyzést.

## Halála
Richie Ginther 1989. szeptember 20.-án egy franciaországi családi vakáció alatt halt meg szívroham következtében Bordeaux-ban.

## Eredményei

### Teljes Formula–1-es eredménysorozata
(Táblázat értelmezése)

(Félkövér: pole-pozícióból indult; dőlt: leggyorsabb kört futott) 

| Év   | Csapat  | 1      | 2      | 3      | 4      | 5      | 6      | 7      | 8      | 9     | 10     | 11  | Helyezés | Pont    |
| ---- | ------- | ------ | ------ | ------ | ------ | ------ | ------ | ------ | ------ | ----- | ------ | --- | -------- | ------- |
| 1960 | Ferrari | ARG    | MON 6  | 500    | NED 6  | BEL    |        | GBR    | POR    | ITA 2 | USA    |     | 9.       | 8       |
| 1960 | Scarab  |        |        |        |        |        | FRA Ni |        |        |       |        |     | 9.       | 8       |
| 1961 | Ferrari | MON 2  | NED 5  | BEL 3  | FRA Ki | GBR 3  | GER 8  | ITA Ki | USA    |       |        |     | 5.       | 16      |
| 1962 | BRM     | NED Ki | MON Ki | BEL 13 | FRA 3  | GBR 13 | GER 8  | ITA 2  | USA Ki | RSA 7 |        |     | 8.       | 10      |
| 1963 | BRM     | MON 2  | BEL 4  | NED 5  | FRA Ki | GBR 4  | GER 3  | ITA 2  | USA 2  | MEX 3 | RSA Ki |     | 3.       | 29 (34) |
| 1964 | BRM     | MON 2  | NED 11 | BEL 4  | FRA 5  | GBR 8  | GER 7  | AUT 2  | ITA 4  | USA 4 | MEX 8  |     | 5.       | 23      |
| 1965 | Honda   | RSA    | MON Ki | BEL 6  | FRA Ki | GBR Ki | NED 6  | GER    | ITA Ki | USA 7 | MEX 1  |     | 7.       | 11      |
| 1966 | Cooper  | MON Ki | BEL 5  | FRA    | GBR    | NED    | GER    |        |        |       |        |     | 11.      | 5       |
| 1966 | Honda   |        |        |        |        |        |        | ITA Ki | USA Ki | MEX 4 |        |     | 11.      | 5       |
| 1967 | Eagle   | RSA    | MON Nk | NED    | BEL    | FRA    | GBR    | GER    | CAN    | ITA   | USA    | MEX | -        | 0       |

## Fordítás
Ez a szócikk részben vagy egészben  a   Richie Ginther című angol Wikipédia-szócikk fordításán alapul.  Az eredeti cikk szerkesztőit annak laptörténete sorolja fel. Ez a jelzés csupán a megfogalmazás eredetét és a szerzői jogokat jelzi, nem szolgál a cikkben szereplő információk forrásmegjelöléseként.